# Gare de Frénouville - Cagny
Gare de Frénouville - Cagny vasútállomás Franciaországban, Frénouville településen.

## Vasútvonalak
Az állomást az alábbi vasútvonalak érintik:
- Mantes-la-Jolie–Cherbourg-vasútvonal

## Kapcsolódó állomások
A vasútállomáshoz az alábbi állomások vannak a legközelebb:
- Gare de Moult - Argences
- Gare de Caen